# Peltula michoacanensis
Peltula michoacanensis är en lavart som först beskrevs av B. de Lesd., och fick sitt nu gällande namn av Wetmore. Peltula michoacanensis ingår i släktet Peltula och familjen Peltulaceae.   Inga underarter finns listade i Catalogue of Life.